# Districte de Signau

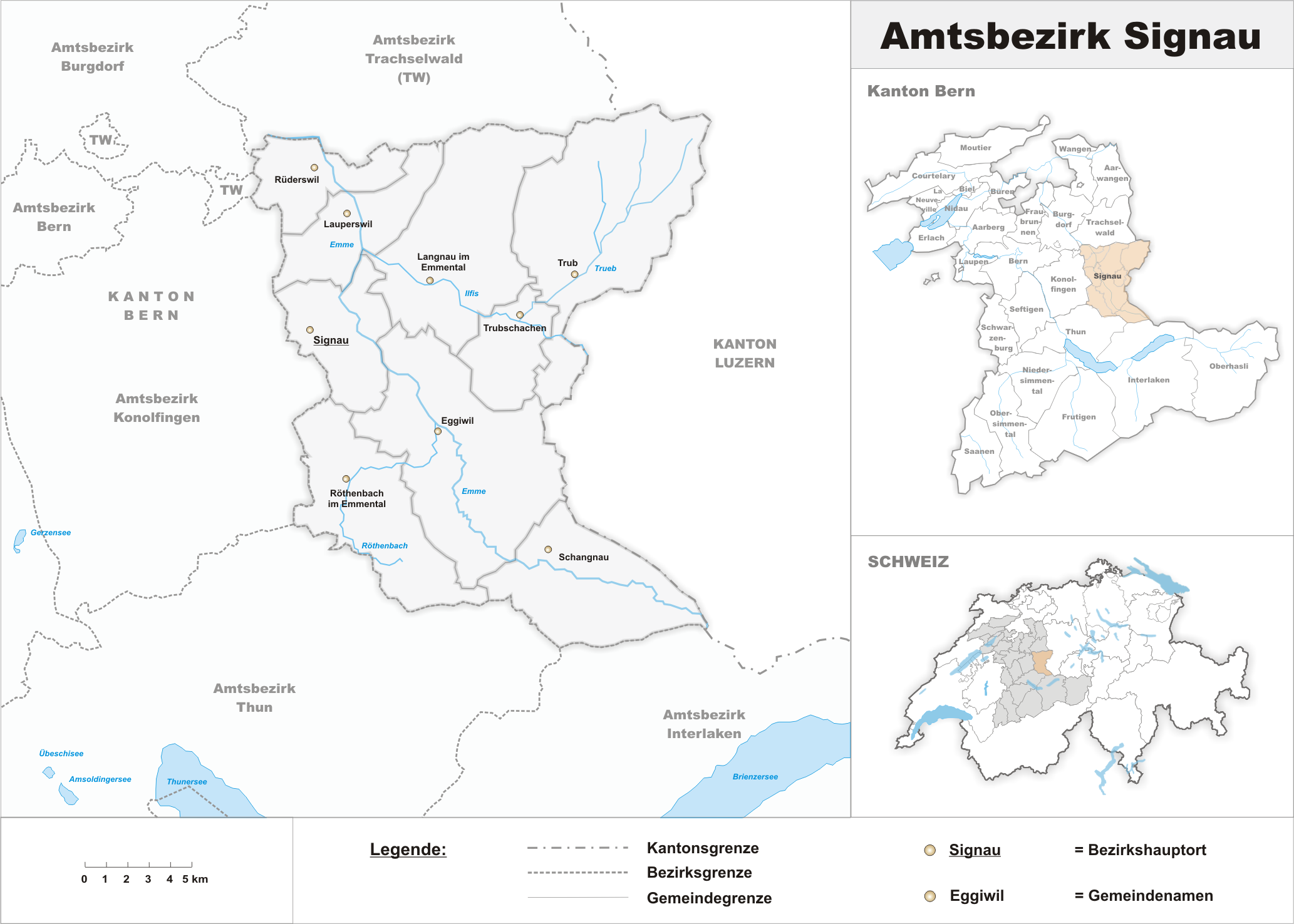
El districte de Signau

El districte de Seftigen és un dels 26 districtes del Cantó de Berna (Suïssa), té 24222 habitants (cens de 2007) i una superfície de 320 km². El cap del districte és Signau està format per 9 municipis. Es tracta d'un districte amb l'alemany com a llengua oficial.

## Municipis
| Municipi               | Habitants (31. Dez. 2007) | Superfície en km² |
| ---------------------- | ------------------------- | ----------------- |
| Eggiwil                | 2507                      | 60.3              |
| Langnau im Emmental    | 8869                      | 48.5              |
| Lauperswil             | 2666                      | 21.1              |
| Röthenbach im Emmental | 1288                      | 36.8              |
| Rüderswil              | 2341                      | 17.2              |
| Schangnau              | 906                       | 36.5              |
| Signau                 | 2719                      | 22.1              |
| Trub                   | 1465                      | 62.0              |
| Trubschachen           | 1461                      | 15.6              |
| Total (9)              | 24'222                    | 320.1             |